# Capcom Fighting Evolution
Capcom Fighting Jam (カプコン ファイティング ジャム Kapukon Faitingu Jamu?), publicado en América del Norte bajo el nombre de Capcom Fighting Evolution, es un videojuego del año 2004 publicado por Capcom. Fue publicado originalmente como máquina arcade para el hardware Namco System 246, más tarde porteado para las plataformas Sony PlayStation 2 y Microsoft Xbox y más tarde también disponible para la plataforma Sony PlayStation 3, a través del servicio PlayStation Network. El título presenta personajes de tres diferentes encarnaciones de la saga Street Fighter, así como también personajes de la saga Darkstalkers y el videojuego de CPS3 Red Earth (titulado Warzard originalmente en Japón), con cada personaje empleando el sistema de pelea perteneciente al videojuego al que representan.

## Jugabilidad
Capcom Fighting Jam cuenta con personajes pertenecientes a los videojuegos de la saga Street Fighter II, saga Street Fighter Alpha, saga Street Fighter III y de la saga Darkstalkers, así como del videojuego único Red Earth. Tiene cuatro personajes disponibles en representación de cada saga, a excepción del personaje original Ingrid y los personajes jefes Pyron y Shin Akuma. Cada personaje usa un sistema de combate del videojuego que determina las técnicas que pueden utilizar y su barra de super-movimientos. Ingrid utiliza su estilo único de lucha con técnicas propias, para un total de seis estilos de lucha.
El videojuego consta de enfrentamientos del equipo dos contra dos de resistencia. El jugador selecciona un par de personajes y luego comienza un combate con un personaje. Si su personaje actual es derrotado por una ronda, entonces durante la siguiente ronda iniciará con el otro personaje.

### Personajes deStreet Fighter II
Los personajes de Street Fighter II siguen el estilo de juego presentado en el videojuego Super Street Fighter II Turbo. Cada personaje de Street Fighter II sólo tiene un solo nivel de barra de Super Combo que les permite realizar un movimiento Super Combo cuando su nivel llega a MAX. No pueden realizar bloqueos aéreos ni precipitarse (dash) al igual que otros personajes, pero pueden retrasar su posición hasta la animación a través de una recuperación táctica cuando se caen al suelo. A diferencia del videojuego Super Street Fighter II Turbo, cada personaje tiene dos movimientos de Super Combo. A pesar de representar a Street Fighter II, los gráficos de Ryu y M. Bison en realidad son de sus encarnaciones en el videojuego Capcom vs. SNK: Millennium Fight 2000, mientras que Guile y Zangief (renovados) provienen de la saga de Street Fighter Alpha.

## Personajes
| Street Fighter II - Ryu - Guile - Zangief - M. Bison Street Fighter Alpha - Guy - Rose - Sakura - Karin Street Fighter III - Alex - Chun-Li - Yun - Urien | Darkstalkers - Demitri - Felicia - Anakaris - Jedah Red Earth - Leo - Kenji - Hauzer - Hydron Jefes / Sin equipo - Ingrid - Shin Akuma - Pyron |

## Recepción
La escasa calidad de los escenarios, lo olvidable de las músicas y el hecho de que los "sprites" de algunos personajes fueran copiados tal cual estaban en sus juegos de origen y del videojuego Capcom Vs. SNK, hicieron de este título uno de los peores juegos de lucha 2D del momento, siendo objeto de duras críticas por parte de la prensa especializada. Hoy en día el juego puede ser descargado a través de PlayStation Network  en Japón y EE. UU. por un precio orientativo de $15.
Tiempo después, SNK Playmore sacó un juego similar a este bajo el título de Neo Geo Battle Coliseum. Este juego contenía una gran cantidad de personajes que eran y no eran de juegos de pelea, como KOF, Samurai Shodown, Fatal Fury, Art of Fighting, Metal Slug, Athena, entre otros. Tuvo mucha mejor aceptación y crítica.
- Datos: Q2708030